# Oscar Linnér
Oscar Linnér (Danderyd, 23 de febrero de 1997) es un futbolista sueco que juega en la demarcación de portero para el KTP Kotka de la Veikkausliiga.

## Selección nacional
Tras jugar con la selección de fútbol sub-19 de Suecia y la sub-21, finalmente hizo su debut con la selección absoluta el 11 de enero de 2019 en un encuentro amistoso contra Islandia que finalizó con un resultado de empate a dos tras los goles de Óttar Magnús Karlsson y Jón Thorsteinsson para Islandia, y de Viktor Gyökeres y Simon Thern para Suecia.

## Clubes
| Club                    | País      | Año       | Partidos | Goles |
| ----------------------- | --------- | --------- | -------- | ----- |
| AIK Estocolmo           | Suecia    | 2015-2020 | 115      | 0     |
| Arminia Bielefeld       | Alemania  | 2020-2021 | 0        | 0     |
| Brescia Calcio (cedido) | Italia    | 2021-2022 | 1        | 0     |
| GIF Sundsvall (cedido)  | Suecia    | 2022      | 2        | 0     |
| Aalborg BK              | Dinamarca | 2022      | 1        | 0     |
| IF Brommapojkarna       | Suecia    | 2023      | 3        | 0     |
| Vendsyssel FF           | Dinamarca | 2024      | 11       | 0     |
| F. C. Petrolul Ploiești | Rumania   | 2024-2025 | 3        | 0     |
| KTP Kotka               | Finlandia | 2025-     | 2        | 0     |

## Palmarés

### Títulos nacionales
| Título      | Club          | País   | Año  |
| ----------- | ------------- | ------ | ---- |
| Allsvenskan | AIK Estocolmo | Suecia | 2018 |